# Jim McCann (Musiker)
James „Jim“ McCann (* 26. Oktober 1944 in Dublin; † 5. März 2015) war ein irischer Entertainer und Folkmusiker. Er war von 1974 bis 1979 Mitglied der irischen Folkband „The Dubliners“. Die meiste Zeit seiner Laufbahn trat er aber als Solomusiker auf.

## Die Anfänge
Als junger Mann begann er am University College Dublin Medizin zu studieren. Während eines Sommerurlaubs in Birmingham kam er 1964 zur Folkmusik. Er begann in der Region dort in Folkclubs aufzutreten und nach seiner Rückkehr nach Dublin schloss er sich dem Ludlow Trio an. Im Jahr darauf hatte die Band einen Nummer-1-Hit mit ihrer Version von Dominic Behans The Sea Around Us. Ein Jahr darauf brach die Gruppe auseinander und McCann begann eine Solokarriere. In dieser Zeit entstand sein erstes Album McCann.
Später arbeitete er dann am Theater und trat erstmals im Fernsehen auf. Damals entstand das TV-Special Reflections of Jim McCann und die Fernsehserie The MacCann Man.

## Die Zeit bei den „Dubliners“
Während der Dreharbeiten zu The McCann Man lernte McCann den Folkmusiker-Kollegen Luke Kelly kennen, der Gründungsmitglied der Folkband „The Dubliners“ war. Die beiden standen dann 1973 zusammen in Jesus Christ Superstar auf der Bühne. 1974 bat Kelly Jim McCann, sich den „Dubliners“ anzuschließen, um zeitweise Ciarán Bourke zu ersetzen, der krankheitsbedingt ausgefallen war. Als Ronnie Drew die Band verließ, um eine Solokarriere zu gründen, wurde Jim McCann dauerhaftes Mitglied der Band. Ende 1979 verließ McCann die „Dubliners“ wieder und trat weiterhin als Solokünstler auf.
Anlässlich des 40. Jubiläums der „Dubliners“ im Jahr 2002 schloss er sich dieser Band wieder an und ging mit ihr auf Tournee. Während dieser Tournee wurde bei dem starken Raucher Kehlkopfkrebs festgestellt. Die Behandlung schien anfangs zwar erfolgreich zu sein, allerdings verlor Jim McCann dabei seine Stimme, mit der er gleichermaßen gefühlvolle Balladen und raue Trinklieder singen konnte.

## Diskografie
- McCann
- McCanned
- Live at the Stadium
- Jim McCann
- Grace & other Irish Love Songs
- From Tara to Here (Gold)
- By Request

## Filmografie
- Reflections of Jim McCann (Fernsehsendung)
- The McCann Man (Fernsehserie)
- Festival Folk (Fernsehsendung)
- My Ireland (Fernsehsendung)
- McCann & McTell (Fernsehsendung)

## Theater
- Gaels of Laughter (1968)
- Jesus Christ Superstar (1973) – Peter
- Joseph and the Amazing Technicolour Dreamcoat – Erzähler